# José V. Elizondo
Gral. José V. Elizondo fue un militar mexicano que participó en la Revolución mexicana. Nació en Nuevo León. Permaneció a las fuerzas de Pablo González Garza. Colaboró con Jacinto B. Treviño en la campaña de pacificación de Chihuahua. Fue Elizondo quien recuperó Ciudad Juárez para el constitucionalismo el 27 de diciembre de 1915, última ciudad de importancia en poder de los villistas. Alcanzó el grado de general brigadier. 